# Tatuidris tatusia
Tatuidris tatusia is een mierensoort uit de onderfamilie van de Agroecomyrmecinae. De wetenschappelijke naam van de soort is voor het eerst geldig gepubliceerd in 1968 door Brown & Kempf.